# První občanská válka v Libyi

Vlajka bývalého libyjského království, nyní využívaná povstalci

Občanská válka v Libyi v roce 2011 začala demonstracemi a protesty v návaznosti na protesty v jiných arabských zemích. Libyjci protestovali od 13. ledna 2011 hlavně proti vůdci Muammaru Kaddáfímu. Režim reagoval střílením do demonstrantů a nasazením armády včetně letadel k potlačení protestů. Počty mrtvých se různí, samotná Libye 23. února přiznávala 300, Itálie odhadovala až tisíc. Demonstrovalo se především v největších městech (Tripolis, Benghází, Al Bayda), ale i jinde. Demonstrující podpalovali policejní stanice, dostaly se jim do rukou i vojenské zbraně a situace dospěla až k otevřenému povstání. Na stranu odpůrců režimu se postupně přidaly i části pravidelných ozbrojených sil. Režim pak postupně přišel o celý východ Libye, libyjsko-egyptskou hranici začali hlídat vzbouřenci.
Spekulovalo se o tom, že plukovník Kaddáfí zemi opustil. Ten však dne 22. února vystoupil v televizi a prohlásil, že „vůdcem revoluce“, kterou vede již déle jak 40 let, zůstane. Zároveň pohrozil, že začnou jatka. Vyzval také své příznivce k veřejné podpoře, den na to se jich však sešlo jen asi 150. Dne 28. února poskytl západním médiím rozhovor, ve kterém odmítl rezignaci, protože nezastává žádnou oficiální funkci a postěžoval si na to, že jej západní země opustily a nerozumí politickému systému Libye. Také se vyjádřil v tom smyslu, že všichni jeho lidé jej „milují“ a zemřeli by, aby ho ochránili.
Poté, co režim ztratil kontrolu nad východem země, kde se nachází mj. druhé největší libyjské město Benghází, začali tamní lidé oslavovat a odevzdávat ukořistěné zbraně. Při oslavách začali používat červeno-zeleno-černé vlajky, připomínku období před Kaddáfím. Pod kontrolou Kaddáfího zůstalo jen několik měst na západě země a především hlavní město Tripolis, o které média předpokládaly nejtěžší boje, protože Kaddáfí se nemínil vzdát a opřít se mohl minimálně o svou elitní prezidentskou gardu, kterou tvořilo 3 000 dobře vyzbrojených a vycvičených mužů. Podle zpráv z místa byli v ulicích hlavního města tanky a žoldáci z cizích zemí, které Kaddáfí najal a kteří stříleli i po těch, co se snažili pomoci zraněným.
Jako vedoucí složka povstání se zformovala Dočasná národní přechodná rada (arabsky: الجمهورية الليبية al-Jumhūriyya al-Lībiyya), též označovaná jako Národní rada. Tato rada uskutečnila svoje ustavující setkání 5. března 2011 v Benghází, kdy se také označila za „jediného představitele celé Libye“ a zemi začala označovat pojmenováním Libyjská republika. První zemí, která Radu oficiálně uznala jako představitele libyjského státu, byla Francie 10. března 2011. Z arabských států jako první uznal rebely ustavenou vládu Katar, který také jako první z arabských zemí vojensky podpořil vytvoření bezletové zóny nad Libyí.

## Reakce ve světě
Ibrahim Dabáší, velvyslanec Libye při OSN, v rozhovoru pro televizi Al-Džazíra mimo jiné prohlásil, že se „jedná o genocidu“ a že „je to konec režimu Muammara Kaddáfího“. Vlivný egyptský duchovní Jusúf al-Karadáví vydal na Muammara Kaddáfího fatvu a vyzval k jeho fyzické likvidaci.
Na stranu povstalců se krátce po vypuknutí povstání přidala řada členů diplomatické reprezentace Libye v zahraničí, včetně Libyjské mise v Praze. Vztahy s Tripolisem rovněž přerušila velvyslanectví ve Spojených státech, Austrálii, Indii, Malajsii. K těmto velvyslanectvím se rovněž připojili vyslanci k Lize arabských států.
Většina zemí Evropské unie násilí odsoudila a volala po dialogu. Podle deníku EUobserver jsou výjimkou pouze Itálie a Česko: článek cituje Silvia Berlusconiho, který v rozhovoru s novináři tvrdí, že „se situace vyvíjí a on nechce nikoho rušit“. Český ministr zahraničí Karel Schwarzenberg podle článku mluvil o možnosti pádu Kaddáfího jako o katastrofě. Ministr však později tato slova popřel a označil citaci jako „blbost“ s tím, že za slovy o tom, že by se EU neměla do situace příliš vměšovat, stojí. Nicméně jednotlivé země EU začaly z Libye evakuovat své občany. Česká republika nakonec vyzvala všechny své občany k opuštění země, v neděli 27. února uzavřela své velvyslanectví a evakuovala jeho pracovníky.
Rada bezpečnosti OSN dne 26. února jednala o sankcích proti Libyi a rozhodla o zablokování Kaddáfího účtů, o úplném zbrojním embargu a dokonce i o tom, že Mezinárodní trestní soud v Haagu bude vyšetřovat Kaddáfího masakry. Spojené státy již také uvalily ekonomické sankce a nevyloučily ani použití síly, naproti tomu Evropská unie zatím o sankcích jedná a vojensky zakročit neplánuje. Ruský prezident Medvěděv pak označil použití vojenské síly proti vlastnímu národu za nepřijatelné a označil Kaddáfího za politickou mrtvolu, která musí odejít. Rusko by však i přes to vojenský zásah zemí NATO považovalo za porušení mezinárodního práva.

## Další vývoj
Dne 17. března 2011 byla Radou bezpečnosti OSN poměrem hlasů 10:0 (při absenci pěti států – Německa, Brazílie, Indie – a dvou ze stálých členů RB, Ruska a Číny) schválena rezoluce RB OSN č. 1973/2011, zakazující všechny lety ve vzdušném prostoru Libye, s výjimkou humanitárních, a povolující členským státům použití síly, mimo okupace, k ochraně životů civilního obyvatelstva a obydlených území Libyjské arabské džamáhíríje před je ohrožujícími útoky. Při porovnání průběhu aliančního vojenského angažmá s mandátem RB OSN: 1. NATO nemělo mandát /Aliance není regionální organizací ve smyslu Charty OSN/, 2. NATO svojí politikou sledovalo změnu režimu a k tomu rezoluce RB nedávají žádné zmocnění, 3. došlo k porušení rezolucí RB OSN dodávkami zbraní a poskytnutím vojenského výcviku povstalcům, 4. nebyl dodržen princip nestrannosti při vynucování přijaté rezoluce RB. Ochrana civilistů byla zajišťována systematickým ničením ozbrojených mezinárodně uznávané vlády. Případ Libye je posuzován, že nejde o nelegální vojenskou intervenci, ale o velmi výrazné překročení mandátu RB OSN. Aliančnímu zásahu dne 19. 3. 2011 předcházely zásahy jiných zemí. Francie zahájila letecké útoky na vládní síly, údajně v součinnosti se spojenci. Tato součinnost měla podobu neformálního rozhovoru francouzského prezidenta Nicolase Sarkozyho s americkou ministryní zahraničních věcí Hillary Clintonovou. Francie zahájila letecké útoky na vládní síly, prý v koordinaci s britským premiérem Davidem Cameronem na konferenci v Paříži, na které jim bylo dáno na vědomí, že francouzská vojenská akce již začala. Okolnosti nasvědčují tomu, že Francie své spojence překvapila a postavila je před hotovou věc, protože se snažila být vůdčí zemí v těchto událostech. Ještě téhož dne si svoji politiku Francie nechala v Paříži posvětit lídry arabských států. Americký postoj ke krizi se vyvíjel pozvolna. Americký prezident Barack Obama už od konce roku prosazoval zásadu, že Muammar Kaddáffí by se měl vzdát moci a v souvislosti s tím Spojené státy uvalily na Libyi sankce a pracovaly na mezinárodní koalici, která by krizi řešila. Zpočátku bylo také NATO proti tomu, že se Aliance jako organizace zúčastní vojenské intervence v Libyi. V počáteční fázi se Aliance soustředila na evakuaci cizích státních příslušníků ze země a poskytnutí humanitární pomoci. Na přelomu února a března 2011, kdy síly věrné Kaddáffímu začaly mít nad povstáním převahu, se politika NATO změnila a Aliance začala zdůrazňovat potřebu vojenského zásahu.
V odpoledních hodinách 18. března 2011 vyhlásil Muammar Kaddáfí pod tlakem rezoluce okamžité příměří a zastavení vojenských operací na území Libye. Přes toto prohlášení 19. března pokračovaly dělostřelecké a letecké útoky na Benghází, a svědci hlásili, že byl pozorován vstup Kaddáfího pozemních jednotek do města. Kaddáfího vláda popřela pokračování bojových akcí a útoky připsala povstalcům, údajně ve snaze vyprovokovat zahraniční intervenci v zemi.
- 21. března – Nálety mezinárodní koalice donutily vojska Muammara Kaddáfího se od Bengází stáhnout k městu Adždabíja, vzdáleného deset kilometrů od Bengází.[24]

- 30. března – Ministr zahraničí Músá Kúsa uprchl z Libye do Londýna. Mluvčí Kaddáfího vlády jeho dezerci zprvu popíral.[25] Již bývalý ministr se následně zúčastnil tiskové konference, kde uvedl jako důvod svého odchodu nesouhlas s vývojem událostí. Rovněž varoval před následky dlouhodobé občanské války a volal po dohodě zúčastněných stran.[26][27]

- téhož dne – Vyjádřil Ruský ministr zahraničí Sergej Lavrov obavy z účasti islamistů na povstání. Dle vrchního velitele spojeneckých sil NATO Jamese Stavridise tajné služby „zaregistrovaly stopy Al-Káidy a Hizbaláhu“. Velvyslankyně USA při OSN Susan Rice možnost infiltrace extrémistů nevyloučila, avšak dle jejího tvrzení neexistují důkazy, které by mohly Stavridisovo tvrzení podložit.[28]

- 27. května – Skupina států G8, včetně Ruska, se shodla na nutnosti odchodu Muammara Kaddáfího z čela Libye, přičemž Ruská federace má zastat roli prostředníka ve vyjednání jeho odchodu.[29]

- 16. června – Ruský vyjednavač Michail Margelov se pokusil dojednat odstoupení Muammara Kaddáfího z čela Velké libyjské arabské lidové socialistické džamáhiríje, což Kaddáfí odmítl.[30]

- 30. května – Pokračuje dezerce vojáků z řad vládních vojsk. Pět generálů, dva plukovníci a major opustili zemi společně s dalšími 120 vojáky. Uprchlí vysocí důstojníci následně během tiskové konference odsoudili zločiny režimu.[31]

- 28. července – Byl zavražděn vrchní vojenský velitel povstalců, bývalý ministr vnitra ve vládě Muammara Kaddáfího, Abdal Fatah Júnis.[32]

- 14. srpna – Povstalci postoupili po dlouhých bojích v okolí hor Nafusa do města Zavíja, vzdáleného 50 kilometrů od hlavního města Tripolis. Zároveň tak přerušili zásobovací trasu mezi Tripolisem a Tuniskou hranicí. Mluvčí Kaddáfího vlády prohlásil, že jde o malý útok jednotky o 50 mužích a že loajalistické jednotky se s problémem dokáží vypořádat.[33]

- 19. srpna – Z Tripolisu uprchl Abdas Salám Džallúd, jeden z důstojníků, kteří se podíleli na převratu vedeném Muammarem Kaddáfím, bývalý premiér a několikanásobný ministr. Přešel na stranu povstání společně s celou rodinou.[34]

- 20. a 21. srpna – Za pokračujících bojů v okolí Zavíji, Zlitanu a Brigy došlo v noci z dvacátého na dvacátého prvního k otevřeným střetům v ulicích Tripolisu. Hlavním městem se rozléhala střelba a výbuchy. Boje mezi guerillou a loajalisty trvaly několik hodin. Ještě za zvuků střelby vládní mluvčí Músa Ibrahím prohlásil, že se vládní strana s povstalci "vypořádala."[35][36] Za rozbřesku však boje opět propukly, probíhaly celý den. Zároveň povstalci začali postupovat ze směru od Zavíje a Zlitanu k Tripolisu, aby podpořili povstání ve městě. V Benghází pak tyto zprávy vyústily v oslavy.[37][38] Mluvčí NATO k situaci uvedl, že v konfliktu již neexistují tradiční frontové linie, které byly dříve přítomny, přičemž nepřehledná situace stěžuje identifikaci cílů.[39]

- 23. srpna – Povstalci dobyli Kaddáfího komplex Báb al-Azízíju,[40] aniž by se jim podařilo nalézt samotného Kaddáfího.

- 24. srpna – Povstalci ovládli hlavní město Libye Tripolis. Zároveň s Tripolisem dobyli strategickou oblast Brigy a přístavu Ras Lanúf, kde se nachází důležité ropné rafinérie. Vojenská pozornost se následně obrátila ke zbývajícím oblastem pod kontrolou jednotek Kaddáfího, konkrétně městům Syrta a Baní Walíd. V obou městech se povstalci snažili vyjednat kapitulaci obránců, ale k 4. září oznámili že se jim nepodařilo dosáhnout dohody.[41][42]

- 9. září – Po neúspěšných vyjednáváních s obránci města Bani Walid se opětovně rozběhly boje. Povstalci postoupili do vzdálenosti dvou kilometrů od centra města.[43]

- 23. září – Povstalci dobyli město Sabhá.[44][45]

- 14. října – v Tripolisu proběhla přestřelka mezi jednotkami Přechodné národní rady a asi 50 ozbrojenými stoupenci svrženého vůdce Muammara Kaddáfího.[46][47]

- 20. října – Kaddáfí zavražděn rebely.[48][49]

- 23. října – Dočasná národní přechodná rada vyhlásila osvobození od Kaddáfího režimu.[50]

## Mezinárodní intervence
S odůvodněním, že vyhlášené příměří nebylo dodržováno, byla dne 19. března 2011 zahájena intervence za účasti zejména amerických, britských a francouzských vzdušných sil, jejímž deklarovaným cílem bylo vytvoření bezletové zóny, zastavení postupu Kaddáfího pozemních sil, ukončení bojů a ochrana civilního obyvatelstva.
Ačkoliv rezoluce RB OSN č. 1973/2011 hovoří pouze o ochraně civilního obyvatelstva, vyjádření i kroky koalice států OSN, které se angažovaly v Libyi, fakticky vedly k podpoře povstalců proti vládě Muammara Kaddáfího. Tato podpora pak byla zdůvodňována, zejména ke konci války, nebezpečím, které měl dle některých předních osobností koalice režim představovat vůči civilistům. Kritici pak tvrdí, že tímto přístupem mezinárodní koalice přesáhla daný právní mandát.
1.7. Francie otevřeně přiznala, že vyzbrojila povstalce zbraněmi shazovanými z letadel. Tento krok byl kritizován některými státy, zejména Ruskem a Čínou, jakožto porušování embarga OSN na dovoz zbraní do Libye. Francie na kritiku odpověděla s tím, že tyto dodávky byly nutné, neboť měly sloužit civilnímu obyvatelstvu k sebeobraně.
26. 10. Katar přiznal, že jeho armáda během občanské války v Libyi bojovala na straně rebelů.

## Vliv na situaci v Mali
Občanské války se účastnili i Tuaregové, což přispělo k jejich militarizaci. Po skončení války založili hnutí MNLA, které mělo bojovat za emancipaci Tuarégů na území Mali. Složitá vnitropolitická situace v jižních částech Mali, která zaneprázdnila malijskou národní armádu a přísun množství zbraní z libyjské občanské války způsobilo triumfální úspěch MNLA, která 6. dubna 2012 jednostranně vyhlásila nezávislý stát Azavad. V červenci 2012 ale byli Tuaregové vytlačeni radikálními islamisty, což podnítilo další vojenskou intervenci Západu, tentokrát vedenou Francií (Operace Serval).